# Уолкер, Келли
Келли Уокер (Kelley Walker, род. 1969, Колумбус, США) — современный американский художник.

## Образование
- 1995 Университет Теннесси, Ноксвилл

## Творчество
Используя потенциал рекламных медиа, Келли Уокер присваивает знаковые культурные образы, изменяя их цифровым образом, чтобы подчеркнуть вопросы, связанные с политикой и миром потребления. «Black Star Press» Архивная копия от 9 апреля 2010 на Wayback Machine — крупномасштабные холсты, похожие на рекламные щиты. Установленные под углом 90 градусов, образы белого полицейского и чёрной молодежи буквально изображает мир повернутый в конце. Забрызганные абстрактными узорами в символических белых и шоколадных тонах, отображают насилие и контраст.
Авторство и подлинность являются одними из главных проблем, затрагиваемых в работах Келли Уокера. Беря материалы из открытых источников, Уокер ещё больше усложняет повседневную транзакцию изображений, превращая банальность информационных медиа в сублимированный ужас. В «He tried to become so familiar with his equipment that using it became as automatic as driving a car Архивная копия от 9 апреля 2010 на Wayback Machine» Уокер увеличивает политическую рекламу до большого размера, превращая исходную фотографию в фикцию, отрывая от контекста. Забрызгивая образ абстрактными пятнами электрического голубого цвета, Уокер превращает катастрофу и протест в подобие насилия в видео игре. Намекая на терроризм, Уокер подчеркивает более тонкие угрозы: потенциал медиа как причины и симптома тревоги и нестабильности.
В «Maui» Архивная копия от 9 апреля 2010 на Wayback Machine Уокер использует знаменитую фотографию авиакатастрофы в Мауи, которая появилась на обложке журнала Colors компании «Бенеттон» в 1995. Покрывая изображение сеткой разноцветных точек, художник визуализирует слоган компании «united colors» и отсылает к пиксельному формату цифровых медиа. «Maui» одновременно привлекает и отталкивает: разоблачая податливый характер изображения, Уокер задает вопрос о мировом порядке, где человеческие ценности калибруются модой и трагедией.

## Персональные выставки
| - 2010 Cheekwood Museum of Art, Нашвилл - 2010 Thomas Dane, Лондон - 2009 Capitain Petzel, Берлин - 2009 Air de Paris, Париж - 2009 Greene Naftali, Нью-Йорк - 2009 Massimo De Carlo, Милан | - 2008 LAXART, Лос-Анджелес - 2008 Museo d’Arte Moderna di Bologna (MAMbo), Болонья - 2008 Paula Cooper Gallery, Нью-Йорк - 2008 WIELS — Centrum voor Hedendaagse kunst, Брюссель | - 2007 MAGASIN-Centre National d’art Contemporain de Grenoble, Гренобль - 2006 planet22, Женева - 2006 Galerie Catherine Bastide, Брюссель - 2006 Black Star Press, Power House Memphis, Мемфис |

## Публичные коллекции
- FRAC — Franche-Comté, Безансона
- FRAC — Limousin, Лимож
- Kadist Art Foundation, Париж
- Collezione Maramotti, Реджо-нель-Эмилия
- Saatchi Gallery, Лондон
- Albright-Knox Art Gallery, Буффало, Нью-Йорк
- Музей современного искусства, Нью-Йорк
- Carnegie Museum of Art, Питсбург